# Усамов, Нурдин Данилбекович
Нурдин Данилбекович Усамов (30 января 1947, с. Кокгал, Казахская ССР, СССР) — заместитель начальника департамента управления капитальным строительством и реконструкцией Российского открытого акционерного общества энергетики и электрификации «ЕЭС России», Герой Российской Федерации.

## Биография
Родился 30 января 1947 года в селе Кокгал (ныне — Алматинская область Республики Казахстан). Чеченец.
В 1972 году окончил Московский институт инженеров сельскохозяйственного производства им. В. П. Горячкина и получил специальность инженера-электрика. Работал мастером, прорабом, главным инженером в Мехколонне-66 «Главсельхозэлектросетьстроя». Занимался строительством сельских электрических сетей в Чечено-Ингушской АССР.
С 1979 года Н. Д. Усамов работает на руководящих должностях в системе «Грозэнерго». В 1983 году убыл в командировку в Народную Республику Ангола. Работая советником-консультантом Министерства энергетики, он помогает своим ангольским коллегам строить объекты энергетики. В 1988—1991 годах был заведующим промышленным отделом, вторым секретарем Грозненского горкома КПСС. После этого вернулся в систему «Грозэнерго», где занял должность заместителя генерального директора, а в 1992 году стал генеральным директором АО «Грозэнерго». В сложное время коллектив чеченских энергетиков под его руководством обеспечивал надежное энергоснабжение республики.
После военных событий 1994—1995 годов Усамов собрал многонациональный коллектив энергетиков — своеобразное «энергетическое братство» — и своим личным примером вдохновлял коллег на быстрейшее восстановление разрушенного энергохозяйства республики.
В сентябре 1996 года, опасаясь за свою жизнь и безопасность семьи, выехал из Чечни. В 1996—1998 годах был заместителем генерального директора ТЭО «Южэнерго», заместителем начальника Департамента РАО «ЕЭС России».
В 1999 году, во время военных действий в Чечне, Н. Д. Усамов, рискуя жизнью, обследовал энергетические объекты республики. С первых дней освобождения северных районов от бандформирований он возглавил работу по восстановлению энергетического комплекса Чечни. В процессе работы энергетики неоднократно подвергались угрозам со стороны боевиков. Бандиты минировали опоры линий электропередачи, обстреливали энергетические объекты и ремонтные бригады. За весь период восстановительных работ при исполнении профессионального долга погибли 62 энергетика.
В 2000 году Н. Д. Усамов назначен заместителем начальника департамента по работе с проблемными энергосистемами и исполняющим обязанности генерального директора АО «Грозэнерго». Благодаря самоотверженному труду энергетиков и строителей восстановительные работы были выполнены за 3 года: 90 % населённых пунктов республики, больницы, школы, государственные учреждения, промышленные и сельскохозяйственные предприятия получили электроэнергию. Это позволило создать условия для начала стабилизации политической и экономической обстановки в Чечне.
В 2001 году Н. Д. Усамов был назначен исполняющим обязанности генерального директора ОАО «Нурэнерго», с 2003 года он является советником председателя Правления РАО «ЕЭС России». Самоотверженный труд Н. Д. Усамова и его вклад в развитие энергетики были высоко оценены Правительством Росси.
Указом Президента Российской Федерации N 345 от 21 марта 2003 года за мужество и героизм, проявленные при исполнении служебного долга в условиях, сопряженных с риском для жизни, Усамову Нурдину Данилбековичу присвоено звание Героя Российской Федерации с вручением с вручением знака особого отличия — медали «Золотая Звезда».
Доктор экономических наук, профессор. В 2003 году избран членом-корреспондентом Российской академии естественных наук.
В Урус-Мартане его именем названы одна из улиц и школа № 4.

## Награды и звания
- Герой Российской Федерации (2003 год)
- Орден Мужества (2000)
- Орден Дружбы (1996)
- медали
- Заслуженный работник РАО «ЕЭС России»
- Заслуженный работник «Минтопэнерго»
- «Ветеран энергетики»
- Лауреат премии Петра Великого
- Лауреат Европейской премии «Евростандарт»